# Đằng (họ)
Đằng là một họ của người Trung Quốc (chữ Hán: 滕, Bính âm: Teng). Trong danh sách Bách gia tính họ Đằng xếp thứ 73.

## Người Trung Quốc họ Đằng nổi tiếng
- Đằng Vưu Thạnh, nhà báo làm việc cùng Bài Công Bảo từ năm 1893 đến năm 1898
- Đằng Tu, thứ sử Quảng Châu thời nhà Tấn
- Đằng Đại Viễn, lãnh tụ cộng sản Trung Quốc
- Đằng Hải Tân, vận động viên thể dục dụng cụ Trung Quốc
- Đằng Lệ Minh, diễn viên Hồng Kông